# Jenni Barclay
Pour les articles homonymes, voir Barclay.
Jenni Barclay est professeure de volcanologie à l'Université d'East Anglia. Elle travaille sur les moyens d'atténuer les risques volcaniques, les interactions entre les précipitations et l'activité volcanique et la communication des risques volcaniques dans les Caraïbes. Barclay dirige le projet de recherche EPSRC Renforcement de la résilience face aux risques volcaniques (STREVA) ainsi qu’un programme Leverhulme Trust consacré à l’histoire volcanique des îles de l’Ascension.   